# Jaroslav Lukeš
Jaroslav Lukeš (* 5. Februar 1912; † unbekannt) war ein tschechoslowakischer Skisportler, der in den Nordischen Disziplinen Skispringen, Skilanglauf und Nordische Kombination aktiv war.

## Werdegang
Lukeš gehörte bei den Olympischen Winterspielen 1936 in Garmisch-Partenkirchen zum tschechoslowakischen Kader. Dort gelang ihm im Skisprung-Einzel von der Großen Olympiaschanze der 27. Platz. Ein Jahr zuvor sprang er bei der Nordischen Skiweltmeisterschaft 1935 in Vysoké Tatry im Skisprung-Einzel mit Sprüngen auf 49 und 50,5 Meter auf den 19. Platz.
Nach dem Zweiten Weltkrieg startete er erneut international. Bei den Olympischen Winterspielen 1948 in St. Moritz sprang er von der Normalschanze auf den 21. Platz. Im folgenden 18-km-Skilanglauf erreichte er einen schwachen 78. Rang. In der Nordischen Kombination belegte er nach dem 37. Rang im Langlauf nach einem guten Springen am Ende den 35. Platz.